# Мария Елизавета Шлезвиг-Гольштейн-Готторпская (1678—1755)
Эта статья об аббатисе Кведлинбургской; о ландграфине Гессен-Дармштадтской см.Мария Елизавета Шлезвиг-Гольштейн-Готторпская
Мария Елизавета Шлезвиг-Гольштейн-Готторпская (нем. Marie Elisabeth von Schleswig-Holstein-Gottorf; 21 марта 1678, Гамбург—17 июля 1755, Кведлинбург) — немецкая принцесса из династии Готторпов, аббатиса Кведлинбургская с 1718 по 1755 годы.

## Биография
Мария Елизавета была младшей дочерью Кристиана Альбрехта Гольштейн-Готторпского и его супруги Фредерики Амалии Датской, дочери короля Дании Фредерика III и Софии Амалии Брауншвейг-Люнебургской.
В 1718 году принцесса Мария Елизавета была избрана 37-й аббатисой Кведлинбургского монастыря.
При Марии Елизавете проводилось расширение и реконструкция помещений и парадных залов аббатства. Её правление было также отмечено территориальными спорами с королём Фридрихом Вильгельмом I Прусским, которые аннексировал часть земель аббатства. Её жалобы императору не имели никакого эффекта, и ситуация нормализовалась лишь тогда, когда на трон вступил король Фридрих.
23 сентября 1745 года Мария Елизавета получила от императрицы Елизаветы Петровны Орден Святой Екатерины.
Аббатиса была похоронена в королевском склепе соборной церкви Святого Серватия.